# Cifratura autenticata
La cifratura autenticata è un tipo di cifratura atto a fornire simultaneamente proprietà di confidenzialità, autenticità e integrità ad un certo dato trasmesso.

## Approcci
Esistono diversi approcci alla crittografia autenticata fra i vari protocolli di sicurezza diffusi attualmente. Particolare rilevanza è rivestita dalle tre seguenti combinazioni di algoritmo di criptazione e MAC.

### Encrypt-then-MAC (EtM)

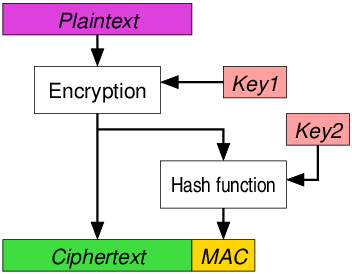
Approccio EtM

Secondo l'approccio EtM, viene dapprima eseguita la criptazione del messaggio e poi generato un codice MAC a partire dal testo cifrato.
{\displaystyle m'=E_{k}(m)\|MAC(E_{k}(m))}
Il testo cifrato e il suo MAC vengono inviati assieme. Viene usato, ad esempio, nel protocollo IPsec. Questo metodo fa parte dello standard ISO/IEC 19772:2009. È inoltre l'unico metodo che può raggiungere la più alta definizione di sicurezza in quanto a cifratura autenticata, ma ciò è possibile solo se il MAC usato è fortemente non falsificabile.

### Encrypt-and-MAC (E&M)

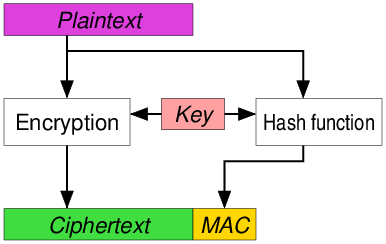
Approccio E&M

Secondo l'approccio E&M, il messaggio in chiaro viene cifrato e autenticato separatamente.
{\displaystyle m'=E_{k}(m)\|MAC(m)}
Il testo cifrato e il codice MAC vengono successivamente inviati assieme. Viene usato, ad esempio, nel protocollo SSH. Non è mai stata dimostrata una forte non-falsificabilità di questo metodo in sé.

### MAC-then-Encrypt (MtE)

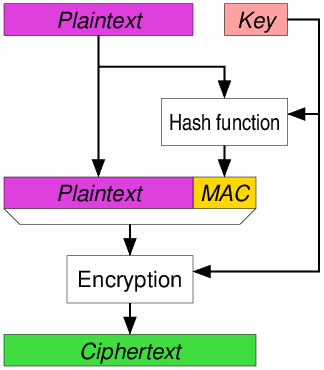
Approccio MtE

Secondo l'approccio MtE, viene dapprima generato il codice MAC del messaggio in chiaro, e successivamente viene eseguita la cifratura di tutto quanto.
{\displaystyle m'=E_{k}(m\|MAC(m))}
Viene spedito un messaggio cifrato contenente il messaggio originale e il suo codice MAC. Viene usato, ad esempio, nel protocollo SSL/TLS. Nonostante non sia stata dimostrata una forte non-falsificabilità di questo metodo in sé, l'implementazione SSL/TLS è ritenuta sicura. L'approccio di quest'ultima può infatti essere descritto come MAC-then-pad-then-encrypt, ovvero è previsto un padding del testo prima della cifratura.